# Regnans in Excelsis

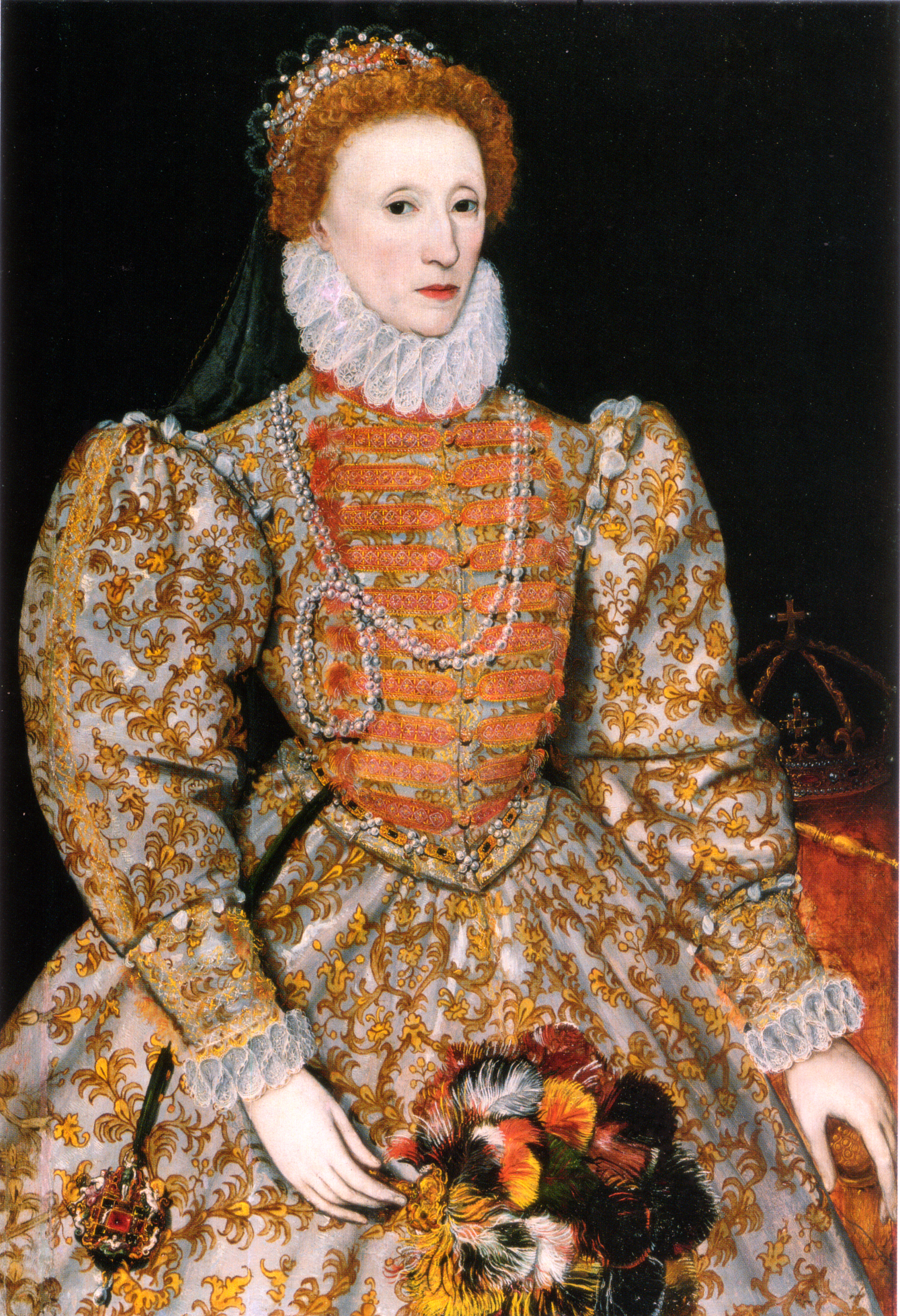
Elżbieta I

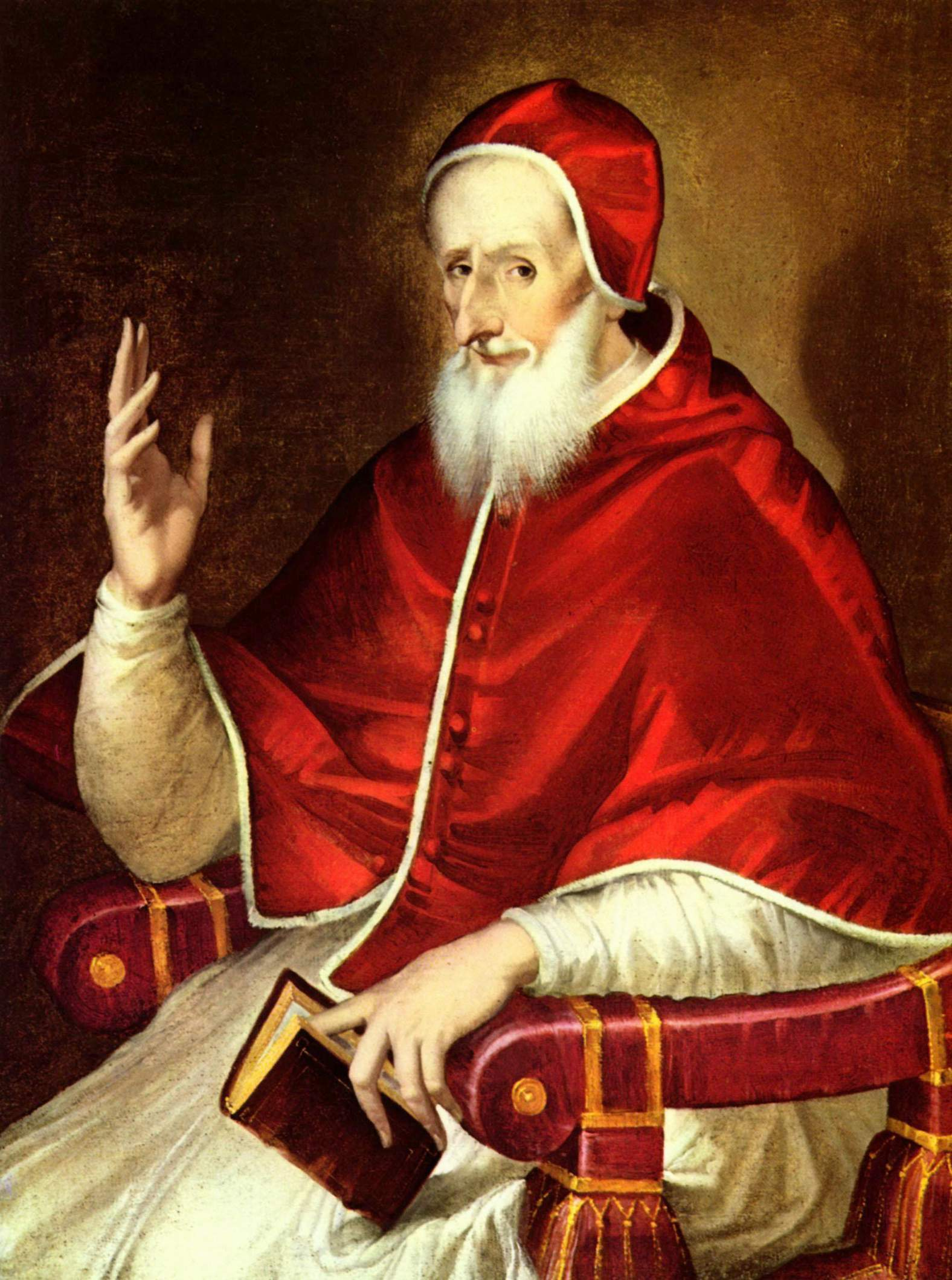
Pius V

Regnans in Excelsis (łac. „Panujący na wysokości” – odniesienie do Boga) – bulla papieża Piusa V promulgowana 27 kwietnia 1570 roku, ekskomunikująca jako heretyczkę „Elżbietę, rzekomą królową Anglii i służebnicę nieprawości” oraz zwalniającą wszystkich jej poddanych z obowiązku posłuszeństwa jej, jednocześnie ekskomunikującą każdego, kto wypełniałby jej rozkazy”.
Bulla wymienia m.in. następujące „przestępstwa” królowej:
- usunęła Królewską Radę złożoną ze szlachty Anglii i zastąpiła ją radą złożoną z ludzi nieznanych, będących heretykami;
- ustanowiła fałszywych kaznodziejów i sługi bezbożności;
- zniosła ofiarę mszy, modlitwy, posty, rozróżnianie pokarmów, celibat oraz ceremonie katolickie;
- nakazała wydawanie w całym królestwie ksiąg zawierających jawnie heretyckie treści;
- nakazała aby odprawiano bezbożne obrządki i ceremonie według zasad Kalwina, które sama wyznaje i przestrzega, i aby były one przestrzegane przez jej poddanych[2].

## Tło historyczne
Po wstąpieniu na tron Marii I w 1553 roku nastąpił proces rekatolicyzacji Królestwa Anglii, jednak po jej śmierci w 1558 roku parlament angielski uchwalił kolejny Akt Supremacji (1559), sankcjonujący separację Kościoła Anglii od papiestwa. Bulla Piusa V postrzegana jest jako akt odwetu za reformy religijne Elżbiety. Bulla ta została wydana najprawdopodobniej pod naciskiem albo Filipa II, księcia Norfolku bądź Marii Stuart, królowej Szkocji, ponieważ każde z nich miało interes w tym, aby usunąć Elżbietę z tronu. Jedenastoletnia zwłoka w wydaniu tej bulli wynikała po części z nadziei, że Elżbieta poślubi jednego z licznych katolickich konkurentów, a także z faktu, że Elżbieta tolerowała odbywanie katolickich praktyk religijnych w domach prywatnych. Bulla miała na celu wsparcie buntu w północnych hrabstwach Anglii z 1569 roku, a także pierwszego powstania Desmondów w Irlandii, wspieranych przez siły katolików zza granicy. Bunty te spowodowały zmianę stanowiska Elżbiety wobec jej katolickich poddanych będących właścicielami majątków ziemskich.

## Skutki promulgacji bulli
Bulla sprowokowała rząd angielski do podjęcia surowych represji przeciwko jezuitom, których obawiano się jako agentów interesów Hiszpanii oraz papiestwa. W 1580 roku papież Grzegorz XIII wydał instrukcję mającą na celu złagodzenie konfliktu sumienia angielskich katolików. W instrukcji tej wyjaśnił, że katolicy w Anglii powinni być posłuszni królowej we wszystkich sprawach świeckich dopóki nie nadejdzie właściwy czas na usunięcie królowej. Wkrótce po wybuchu wojny angielsko-hiszpańskiej (1585–1604) parlament angielski uchwalił ustawę „przeciwko jezuitom, kapłanom seminaryjnym i innym nieposłusznym”.
W samej Anglii bulla wywarła niewielki wpływ, ponieważ większość katolickich poddanych ją zignorowała. Jednak w Irlandii, której większość mieszkańców była katolikami, wywołała rozłam i została wykorzystana jako usprawiedliwienie do wszczęcia drugiego powstania Desmondów. Podziały w Irlandii występowały przed 1570 rokiem, jednak po promulgacji bulli środowiska w Dublinie zaakceptowały anglikanizm, zaś w parlamencie irlandzkim aż do 1613 roku większość stanowili katolicy. Doprowadziło to do trwałego podziału religijnego. Anglikanie i pozostali protestanci zaczęli być postrzegani jako zwolennicy angielskich rządów w Irlandii, a katolicy jako zwolennicy separatyzmu i własnych rządów.
W 1588 roku papież Sykstus V wsparł Wielką Armadę obietnicą przekazania królowi hiszpańskiemu miliona dukatów – pod warunkiem wylądowania w Anglii, ponowił uroczyście bullę ekskomunikującą Elżbietę I za skazanie na śmierć w 1587 roku Marii Stuart, a także za wcześniej wymienione przestępstwa królowej wobec Kościoła katolickiego. Podczas groźby inwazji przez Hiszpanię okazało się, że większość angielskich katolików pozostała lojalna wobec królowej, zaś ci, którzy byli poważnym zagrożeniem dla niej, jak np. kardynał William Allen oraz Robert Parsons SJ, wcześniej uciekli z Anglii na kontynent.